# برايان ليونغ سيو فاي
برايان ليونغ سيو فاي (بالصينية: 梁兆輝) هو مقدم تلفزيوني ودي جيه صيني، ولد في 7 أبريل 1964.